# Christian Schneuwly
Christian Schneuwly (Wünnewil, 7 februari 1988) is een Zwitsers voetballer die bij voorkeur als middenvelder speelt. Hij tekende in januari 2015 een contract bij FC Zürich.

## Clubcarrière
Scheuwly is afkomstig uit de jeugdopleiding van Young Boys Bern. Tijdens het seizoen 2008/09 werd hij om speelervaring op te doen uitgeleend aan FC Biel-Bienne. Tijdens het seizoen 2011/12 werd de middenvelder opnieuw uitgeleend, ditmaal aan FC Thun. In die periode maakte hij acht doelpunten in dertig competitiewedstrijden voor FC Thun. In 2013 werd de Zwitser definitief verkocht aan FC Thun, waar zijn broer Marco Schneuwly actief was. In zijn eerste seizoen bij Thun sinds zijn terugkeer maakte hij vier doelpunten in dertig competitieduels. In de eerste helft van het seizoen 2014/15 speelde hij zeventien competitiewedstrijden; op 3 januari 2015 werd de overstap naar FC Zürich afgerond, waar hij een maand later debuteerde. Zijn contract bij Zürich loopt door tot de zomer van 2018.